# Inteva

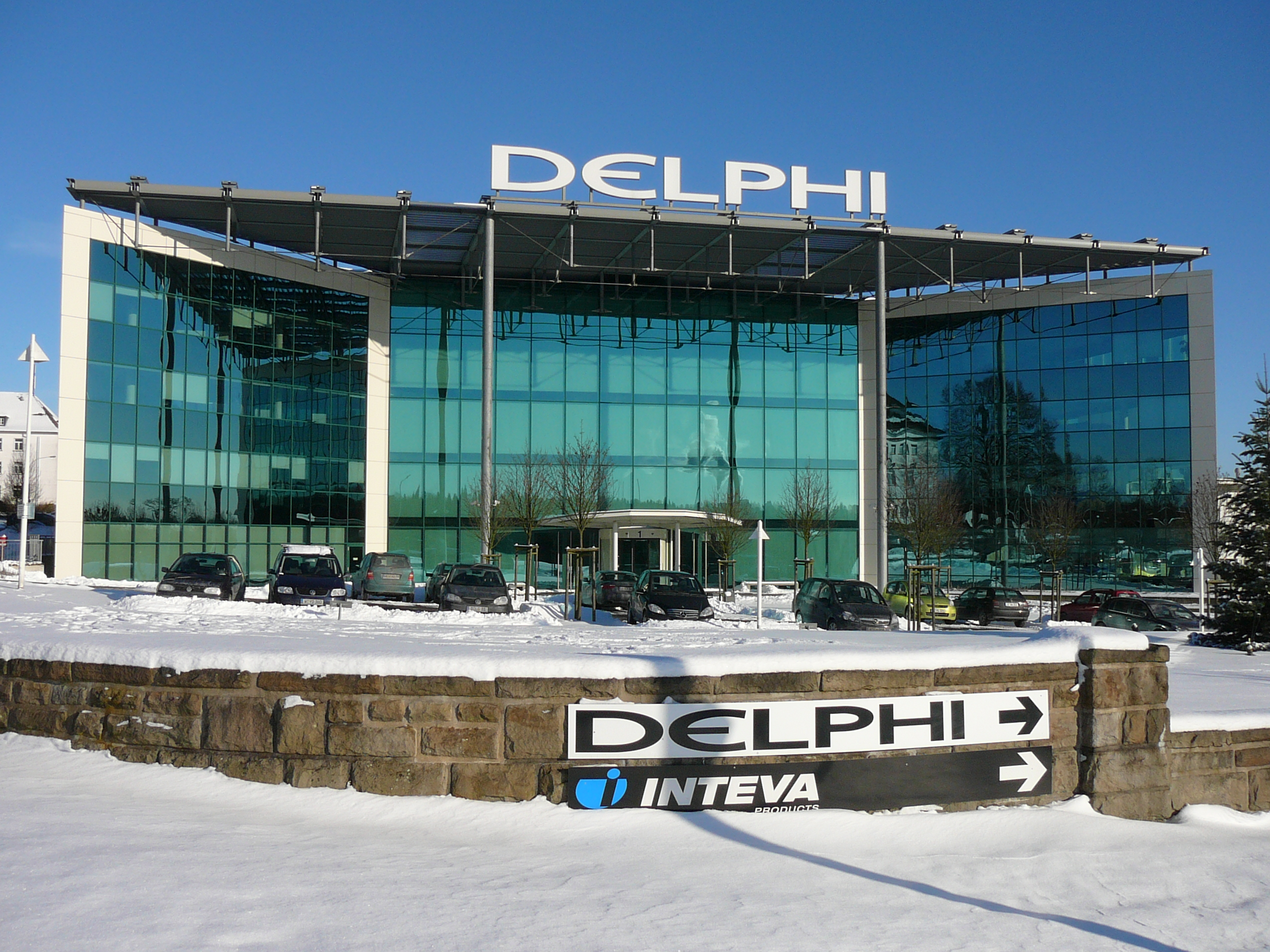
Die ehemalige Deutschland-Zentrale der Delphi Corporation in Wuppertal. Davor ein Hinweisschild für eine Niederlassung von Inteva

Inteva Products ist ein US-amerikanischer Automobilzulieferer mit Hauptsitz in Troy. Das Unternehmen entstand 2008 nach der Übernahme der Sparte für Fahrzeuginnenausstattungen und Auto-Schließsystemen der Delphi Corporation durch die Renco Group. Eine Übernahme von Teilen des Automobilzulieferers ArvinMeritor im Jahr 2011 begründete die Geschäftsbereiche für Schiebedächer sowie Elektromotoren und Elektronik. Nach eigenen Angaben bedient Inteva über 100 Kunden weltweit, zu welchen alle bedeutenden Automobilhersteller gehören würden. Das Unternehmen besitzt insgesamt 50 Standorte, diese befinden sich hauptsächlich in Nordamerika, Europa und Asien. Zwei Produktionsniederlassungen befinden sich in Brasilien und Südafrika.